# غاريت ولف
غاريت ولف (بالإنجليزية: Garrett Wolfe)‏ هو لاعب كرة قدم أمريكية أمريكي، ولد في 17 أغسطس 1984 في شيكاغو في الولايات المتحدة.

## وصلات خارجية
- غاريت ولف على موقع مرجع كرة القدم المحترفة.كوم (الإنجليزية)
- غاريت ولف على موقع JustSportsStats.com (الإنجليزية)